# アイナエ属
アイナエ属 Mitrascme はマチン科の植物の1群。小柄な草本で、日本産のものはとりわけ小さな植物を含む。

## 特徴
小柄な、あるいはごく繊細な草本で、一年生、あるいは多年生。葉は対生して付き、その基部は対になる葉の基部とつながって茎を囲んでいる。葉は縁が滑らかになっており、切れ込んだりはしない。花は小さくて葉の腋、あるいは苞の腋について散形状になる。萼は鐘形をしており、先端は4つに裂ける。花冠は鐘形か杯形で先端は4つに裂けており、この裂片はつぼみの状態では瓦重ね状に畳まれている。雄蕊は4つあって花冠の内側に付いており、普通は花筒より外に突き出すことはない。葯は卵形で基部の方が心形になり、先端側は尖っている。子房は2室に分かれており、多数の胚珠が中軸胎座につく。花柱は細くて、開花時には一本になっているが、果実の成熟につれて基部の方が2つに裂ける。果実は蒴果。種子は小さくて楕円形をしており、種皮には細かな網目模様がある。

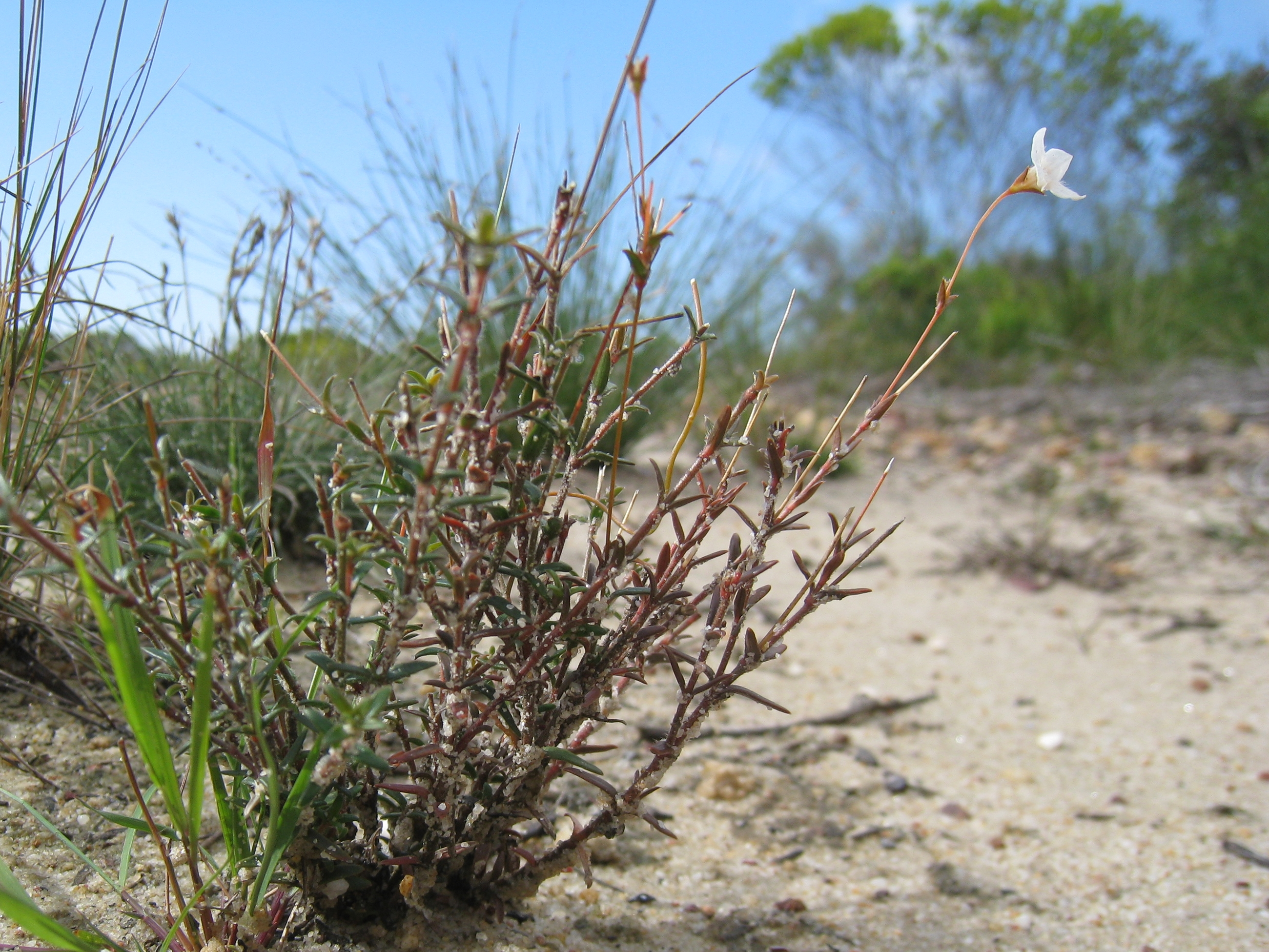
草姿 M. polymorpha（以下も）
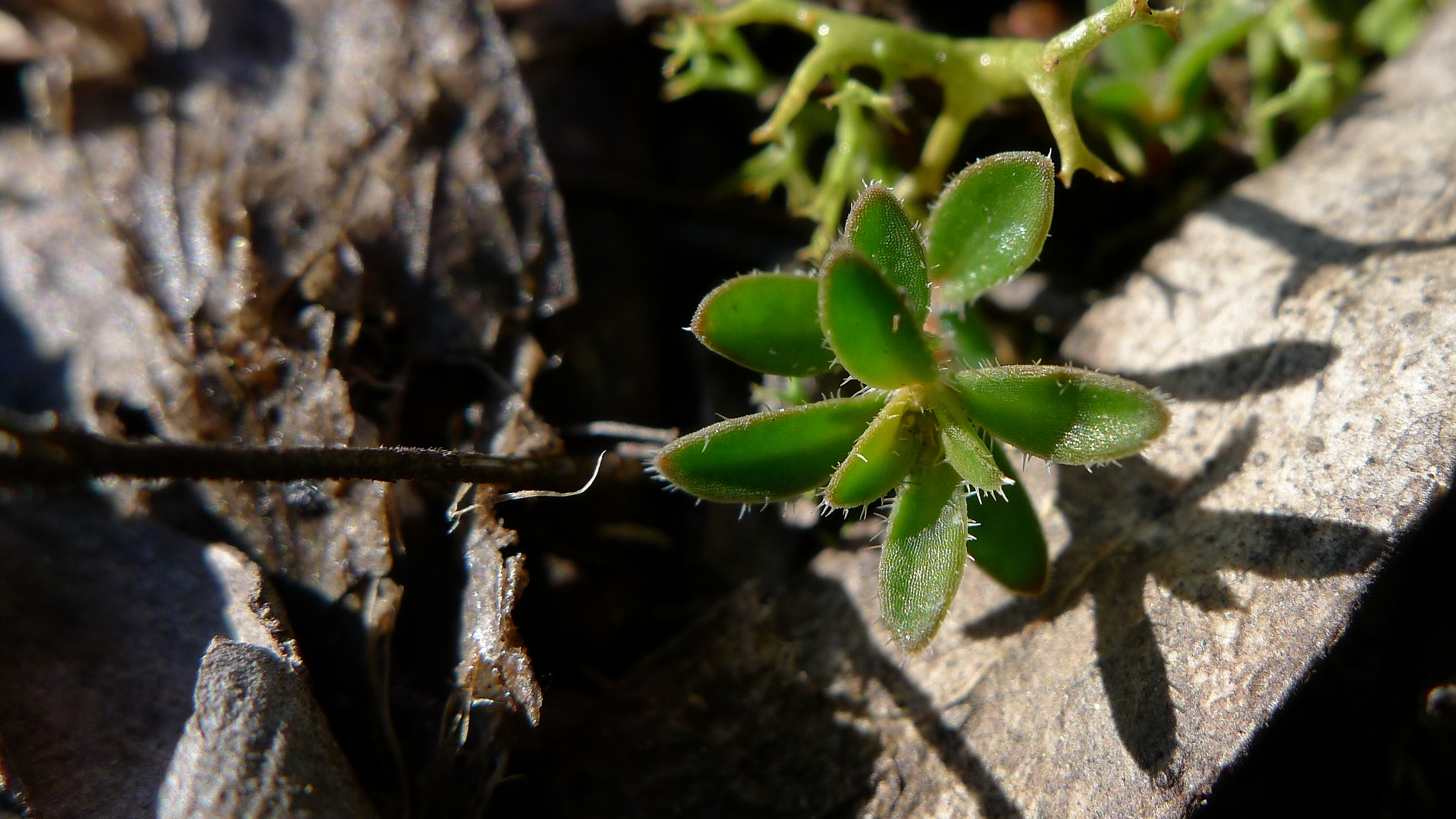
葉と葉序
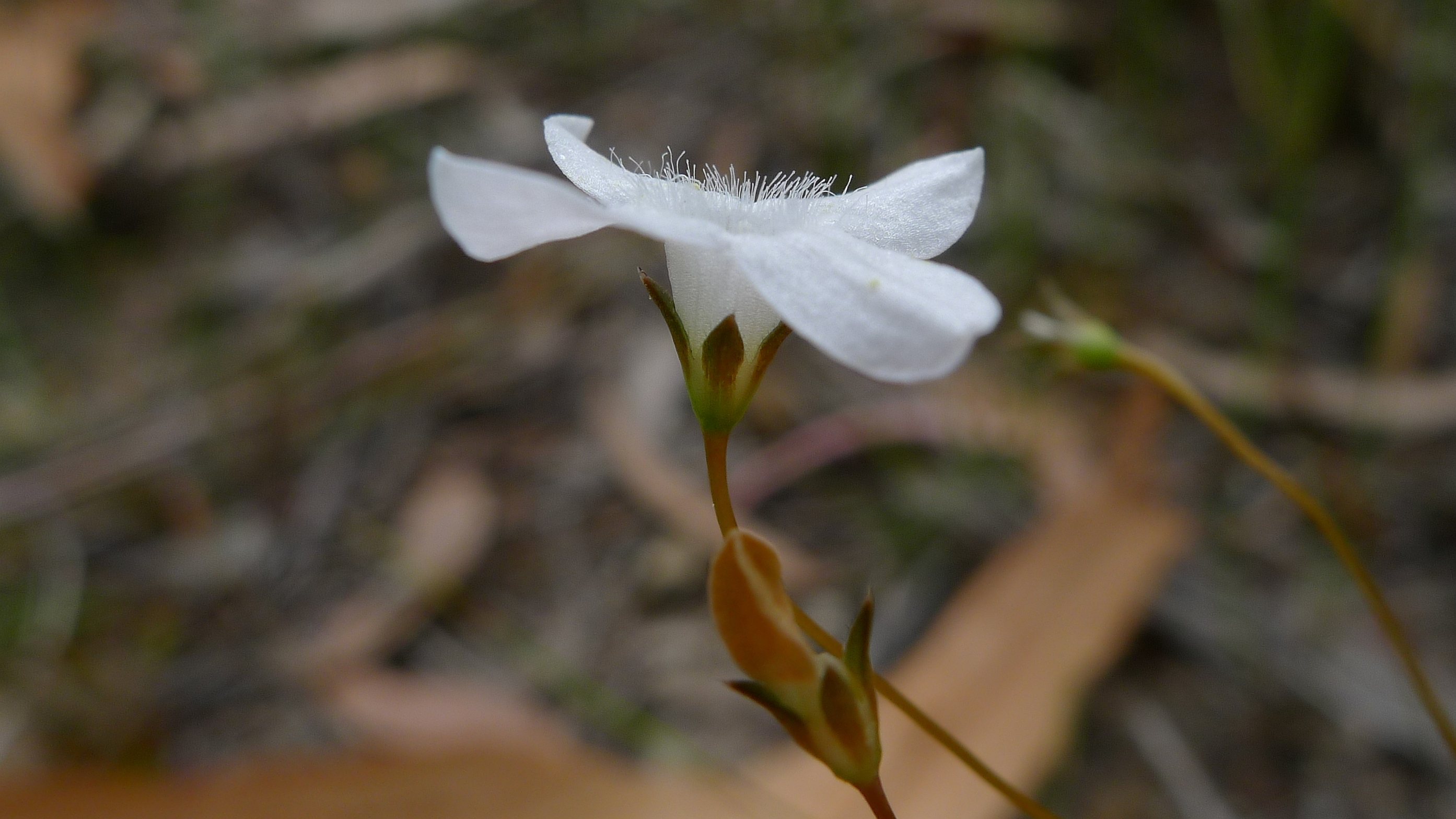
花の側面

## 種と分布
東アジアからオーストラリア、ニュージーランドと北半球と南半球に跨がって分布し、約55種が知られている。その中でもオーストラリアは本属が最も多く産する地域であり、最大の見積もりで本属の種が55種、そのうちオーストラリアには50種があって、そのうちの43種が固有種とされる。

## 分類
本属はかつてはフジウツギ科 Loganiaceae とされ、後にマチン科に移された。
マチン科には常緑の高木から蔓植物、小型の草本まであり、茎の随の近くに師部が環状に、あるいは独立した維管束を作るのを特徴とするとしてまとめられた群である。リンドウ科やキョウチクトウ科に類縁があるとされ、フジウツギ属はここにかつて含められていた。薬効のあるマチンが比較的有名である。本属の所属するマチン科には世界の熱帯から亜熱帯域を中心に13属420種があるが、日本には蔓植物であるホウライカズラ属の3種、低木であるオガサワラモクレイシ属の1種、および本属のものが知られている。

### 下位分類
日本からは以下の2種が知られる。いずれも温暖な湿地に生えるもので、どちらも背丈が10cm足らずのごく小さな草本である。
- Mitrasacme アイナエ属
  - M. indica　ヒメナエ
  - M. pygmaea　アイナエ